# Arson (Band)
Arson (engl. Brandstiftung) ist  eine christliche Alternative-Metal-Band aus Köln, die zwischen 1999 und 2011 in verschiedenen Besetzungen europaweit unterwegs war und seit 2019 wieder aktiv ist.

## Bandgeschichte
Arson wurde 1999 von Arne Clemm, Benjamin Schlanzke, Jürgen Schneider und Manuel Weber gegründet. Ihren ersten Auftritt hatte sie im Juni 2000 auf der PfiJuKo Bergneustadt vor circa 1800 Besuchern. Nur zwei Wochen später gewann die Band den ersten Platz eines lokalen Newcomercontest. Daraufhin beschloss Arson, die selbst betitelte Demo auch an größere Festivals zu schicken und konnte so im Oktober 2000 auf der Expo in Hannover auftreten und anschließend im Dezember auf der Christmas Rock Night mit circa 1500 Besuchern.
Im Juni 2002 veröffentlichte Arson ihr erstes Album New World. Das Album erhielt 2002 bei den CCM-Awards die Auszeichnung Album des Jahres nat. Rock. Die Band selbst erhielt die Auszeichnung Newcomer des Jahres national. 2003 hatte Arson ihre ersten internationalen Auftritte in den Niederlanden, Tschechien und Italien. Im August 2004 verließ Jürgen Schneider die Band um sich mehr um seine Familie zu kümmern.
Nur kurz danach war mit Thomas Süßenbach schnell ein neuer Frontmann und Sänger gefunden. Im März 2005 begann Arson mit den Aufnahmen für das neue Album Brokeness Brings Forth Unknown Beauty, das am 10. Oktober erschien. Ende 2006 verließ Arne Clemm die Band. Seitdem traten Arson nur noch zu dritt auf. Benjamin Schlanzke spielte in dieser Zeit den Bass, bis Ende 2008 mit Ruben Seinsche ein neuer Bassist gefunden war.
Im Sommer 2011 kündigte die Band auf ihrer Internetseite an, dass sie sich auflösen wird.
Anlässlich des 20-jährigen Jubiläums von Arson beschloss die Band im Laufe des Jahres 2019 einige Festivals zu spielen, was darin resultierte, dass die Band seitdem wieder aktiv ist, Konzerte spielt und an einem neuen Album arbeitet. Im November 2020 erschien die EP "Interlude" mit B-Sides und Remixes und im Januar 2021 mit "In too deep" die erste Single des neuen Albums.

## Stil
Arson bezeichnen ihren Stil selbst als „eine Mischung aus der Aggressivität des Metalcore, der Power des Nu Metal und der Intensität des Emo.“ Besonders auf Brokeness Brings Forth Unknown Beauty überwiegt der klare Gesang deutlich. Powermetal.de hebt die „genialen Melodien“ hervor und lobt, die Band zeige sich „sehr ideenreich und entsprechend flexibel“. Auf der selbstbetitelten Demo war Arson stilistisch noch nicht festgelegt und experimentierte vor allem mit Grunge.

## Religion
Das Christentum spielt für die Musiker von Arson eine große Rolle. So sind nicht nur die Texte vom Christentum inspiriert, die Bandmitglieder geben sogar als „Ziel ihrer Musik“ an: 

„Wir wollen Vorurteile übers Christsein abbauen, mit Leuten ins Gespräch kommen und ihnen ein lebendiges, authentisches und kein aufgesetztes Christsein vorleben.“

## Diskografie
- 2000: Demo Arson (Eigenveröffentlichung)
- 2002: Album New World (Pleitegeier Records)
- 2005: Album Brokeness Brings Forth Unknown Beauty (Ruuf Records)
- 2007: DVD a portrait of arson (Guerillafilms)
- 2008: EP Sharp Principal Diffuse Fundamental (Zyro Records)
- 2020: EP Interludes (Zyro Records)
- 2021: Single In too deep (Zyro Records)